# Сімейний доступ
Family Sharing — це послуга, представлена в iOS 8 компанією Apple Inc. у червні 2014 року, що дозволяє спільно використовувати покупки та послуги що додатково надаються компанією Apple. Шість членів групи можуть ділитися покупками з App Store та iTunes Store, Apple Arcade та планом хмарного сховища iCloud, сімейною підпискою на Apple Music та Apple News+. Учасники сімей також можуть ділитися фотоальбомом, календарем та нагадуваннями та допомагати знаходити відсутні пристрої один одного. Покупки та інші завантаження, зроблені з джерел, що не належать Apple, не можуть бути надані спільно за допомогою Сімейного доступу. Спільний доступ до сім’ї можна здійснювати на iPhone, iPad або iPod touch з iOS 8 або новішої версії, на Mac з OS X Yosemite (версія 10.10) або пізнішої версії та iTunes 12, або на ПК з iCloud для Windows.
Один дорослий виступає в ролі "організатора" групи та контролює налаштування сімейної групи, а всі платежі за групу здійснюються за допомогою збережених платіжних способів організатора. Коли кожен учасник приєднується до групи, функція Family Sharing автоматично налаштовується на усіх їхніх пристроях. Організатор може призначити учасника дитиною, покупки якого можуть вимагати схвалення батьків. Якщо учасник хоче додати більше служб для спільного використання з групою, організатор може в будь-який час оновити налаштування спільного доступу до сім’ї.
Учасники мають зареєструвати унікальні ідентифікатори Apple, які потім зв’язує організатор. Покупки, зроблені в одному обліковому записі, можуть ділитися з іншими членами сімейної групи. Покупки або безкоштовні завантаження, здійснені членами дитини, можуть вимагати схвалення організатора, а покупки дорослими не будуть видимими для учасників дітей.
Спільне використання сімей також поширюється на додатки. Наприклад, спільний альбом автоматично створюється в програмі "Фотографії" кожного члена сім'ї, що дозволяє всім додавати фотографії, відео та коментарі до колективного альбому. Функція "Попроси придбати" дозволяє кожному створювати запит на придбання предметів в App Store та iTunes Store, а також покупок у програмі та сховища iCloud, при цьому адміністратор має можливість або схвалити, або відхилити покупку.